# Tino Buazzelli
Tino Buazzelli, all'anagrafe Agostino Buazzelli (Frascati, 13 luglio 1922 – Roma, 20 ottobre 1980), è stato un attore italiano.

## Biografia

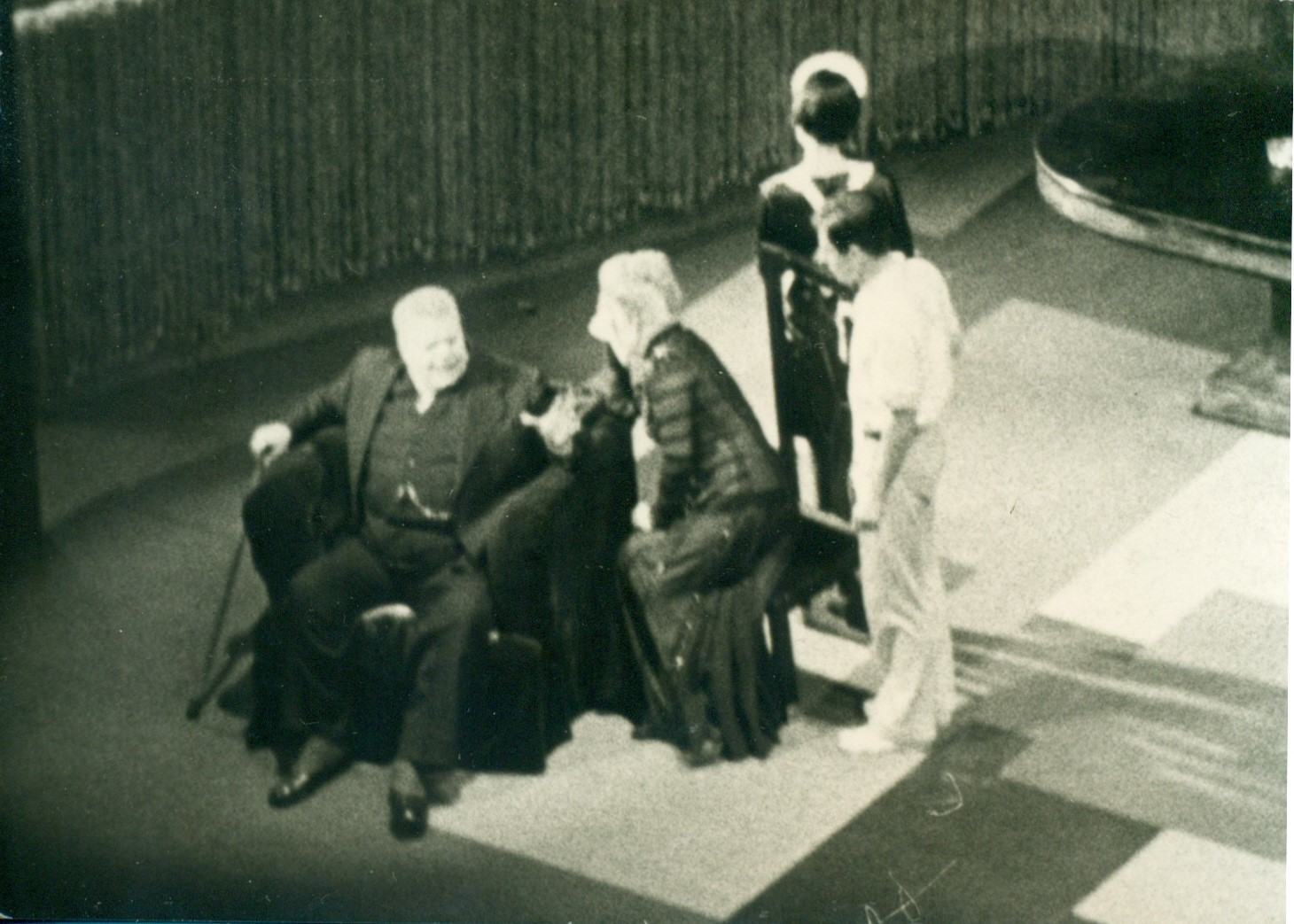
Tino Buazzelli nel 1974 al teatro comunale di Ferrara ne La rigenerazione di Italo Svevo, regia di Edmo Fenoglio.

Nato a Frascati, in provincia di Roma, nel 1922, da Andrea Buazzelli, capo gestore dello scalo merci nella stazione di Frascati, ed Elena Campeti, casalinga, dopo essersi diplomato all'Istituto Magistrale, studiò recitazione presso l'Accademia nazionale d'arte drammatica diretta da Silvio D'Amico, dove conseguì il diploma nel 1946 e iniziò la carriera di attore teatrale l'anno seguente nella compagnia Maltagliati-Gassman (affiancato da Nino Manfredi), ottenendo subito ottime critiche nelle sue interpretazioni di lavori teatrali quali Don Giovanni di Molière, Erano tutti miei figli di Arthur Miller, Casa Monastier di Dennis Aniell e L'aquila a due teste di Jean Cocteau, prima di diventare capocomico.
Esordì al cinema nel 1948 interpretando una piccola parte nel film Il cavaliere misterioso, diretto da Riccardo Freda. In seguito apparve in più di 20 film in svariati ruoli, spesso da comprimario e talvolta anche come "spalla" di comici affermati quali Totò e Renato Rascel. Dotato di una voce calda ed armoniosa fu interprete brechtiano e fu protagonista nella Vita di Galileo di Giorgio Strehler nella stagione 1962/63 al Piccolo Teatro di Milano. L'incontro con Strehler risale al 1952, quando il regista lo chiamò per mettere in scena Elisabetta d'Inghilterra di Ferdinand Bruckner, Il revisore di Nikolai Gogol e Sei personaggi in cerca d'autore di Pirandello.
Nel 1955 Lucio Ardenzi lo coinvolse in una tournée in America meridionale che toccò Brasile, Argentina e Uruguay. La tournée venne organizzata con l'appoggio del Ministero dello Spettacolo e coinvolse molti attori teatrali del momento come Enrico Maria Salerno, Luigi Vannucchi, Anna Proclemer, Giorgio Albertazzi, Renzo Ricci, Eva Magni, Glauco Mauri, Davide Montemurri, Franca Nuti, Isa Crescenzi, Bianca Toccafondi, Raoul Grassilli. A parte il Re Lear di Shakespeare (nel quale erano riuniti tutti gli attori principali della compagnia) il resto del cartellone era tutto italiano, con: Corruzione al palazzo di giustizia di Ugo Betti, Beatrice Cenci di Alberto Moravia (in prima mondiale) e Il seduttore di Diego Fabbri. Tornò sul palcoscenico del Piccolo Teatro di Milano nel 1959, con Platonov di Anton Čechov e continuò con la sua compagnia a lungo recitando su molti palcoscenici italiani. Nel 1974 ad esempio portò il dramma La rigenerazione di Italo Svevo, con la regia di Edmo Fenoglio, tra gli altri, al Teatro comunale di Ferrara.

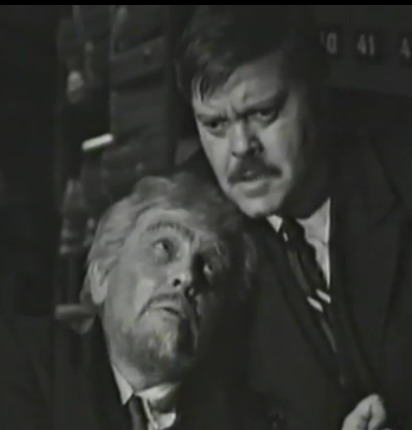
Glauco Mauri e Tino Buazzelli in Corruzione al Palazzo di giustizia (1966)

Nel 1954 Buazzelli esordì in televisione, apparendo in una riduzione per il piccolo schermo negli Spettri di Henrik Ibsen. Sarà proprio il mezzo televisivo che contribuirà in larga parte alla sua notorietà, non solo con la sua partecipazione alle edizioni di Canzonissima del 1961-62 e del 1962-63, ma anche con le sue interpretazioni di sceneggiati tratti da opere teatrali quali Il malato immaginario di Molière per la regia di Silverio Blasi nel 1963 (anno in cui prende anche parte al film Chi lavora è perduto (In capo al mondo)), Charlow e le figlie di Turgenev, diretto da Giandomenico Giagni nel 1966, il Circolo Pickwick diretto da Ugo Gregoretti nel 1967 e Tartarino sulle Alpi di Daudet, diretto da Edmo Fenoglio nel 1968. Recitò nel ruolo del giudice Cust in Corruzione al Palazzo di giustizia di Ugo Betti, diretto da Daniele D'Anza nel 1966.

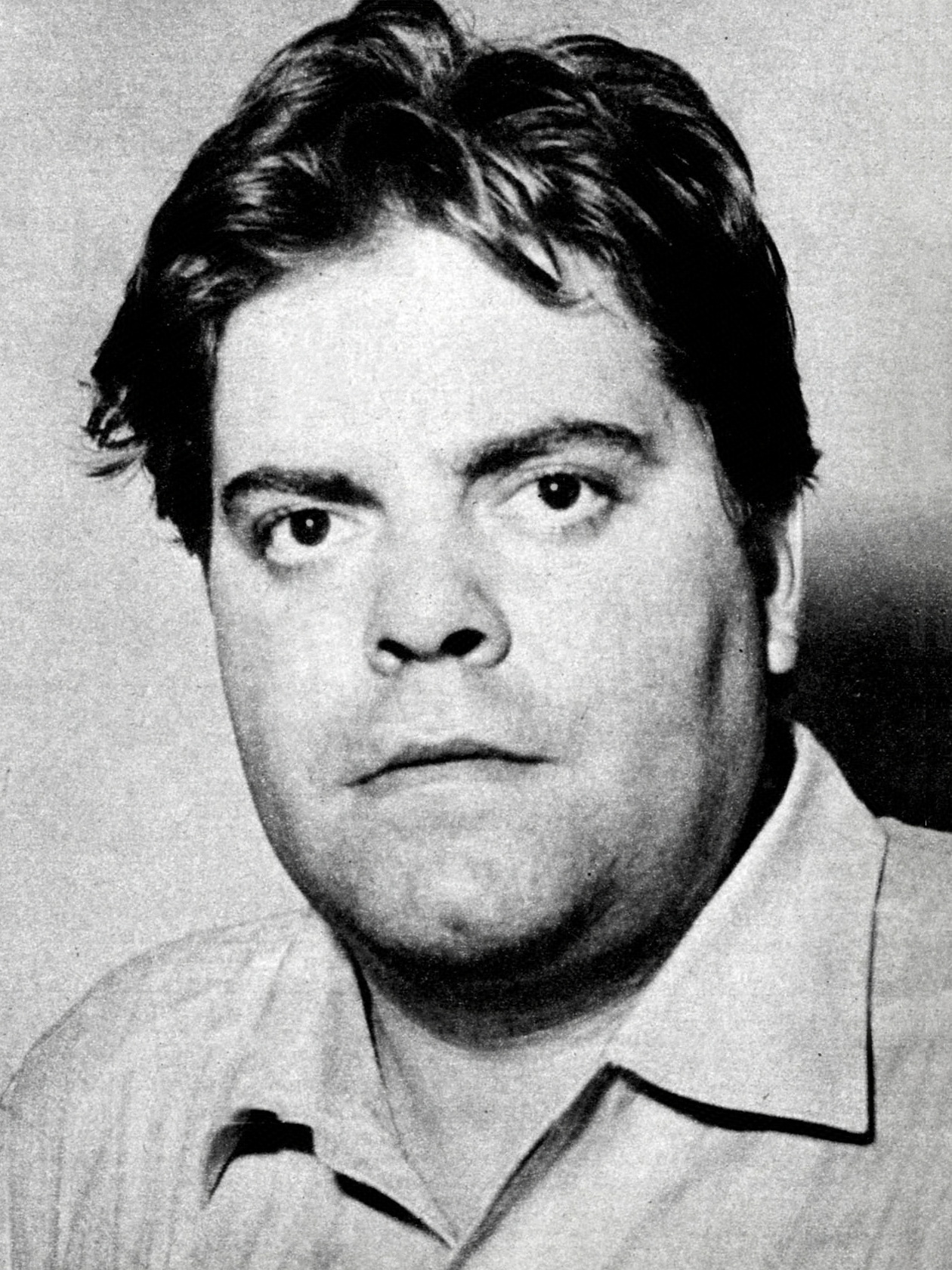
Tino Buazzelli nei panni di Nero Wolfe

Buazzelli raggiunse l'apice della popolarità interpretando il personaggio dell'investigatore privato Nero Wolfe, creato da Rex Stout, in una serie di dieci telefilm trasmessi tra il 1969 e il 1971, diretti da Giuliana Berlinguer, interpretati anche da Paolo Ferrari nel ruolo di Archie Goodwin e Pupo De Luca nel ruolo del cuoco svizzero Fritz Brenner. Lo sceneggiato raggiunse 19 milioni di spettatori di media a puntata, superando il Commissario Maigret interpretato da Gino Cervi.
Nel 1970, oltre che interprete, fu anche sceneggiatore e regista di Papà Goriot, ispirato al celebre romanzo di Balzac. Ancora nel 1978 diede una magistrale interpretazione del protagonista dello sceneggiato Il balordo, tratto dall'omonimo romanzo di Piero Chiara per la regia di Pino Passalacqua. Le sue ultime interpretazioni televisive furono il Faust diretto da Leandro Castellani nel 1977 per la Rai e come conduttore dello spettacolo Il piatto ride per l'emittente privata romana "Video Uno". Accrebbe la sua popolarità interpretando anche varie serie di caroselli negli anni '60 e '70. Fu molto stimato da Vittorio Gassmann, lui, Buazzelli, proprio diversissimo di carattere e non certo mattatore. Alla morte del grande attore, Gassman, intervistato, disse di lui: "Buazzelli era una discrepanza, tra questa mole enorme e un tocco leggerissimo".
Morì a Roma il 20 ottobre 1980, presso la clinica Merry House, a soli 58 anni. Da anni soffriva di linfoadenite. Riposa nel cimitero di Frascati. Sulla sua lapide sotto la fotografia, il nome, le date, compare lo scritto: "Un artista, un poeta , un uomo meraviglioso". Accanto, la moglie, Ermellina Banfi (anche lei era una donna di spettacolo) con la scritta sotto la foto e le date: "Ed ora incanta gli angeli con la tua grazia e celebra il ritorno fra le braccia del tuo amore senza tempo.

## Vita privata
Era sposato con la soubrette del teatro di rivista milanese Ermellina Banfi (1926-2018), lungamente sulle scene con il comico Macario e che recitò poi anche a fianco di Rascel, Ugo Tognazzi, Dapporto, Vianello.. 
Lei aveva anche avuto una figlia, Nicoletta Morisi, all'epoca molto piccola e il cui padre naturale era l'attore Guido Morisi, che morì quando lei aveva 4 anni; Buazzelli le diede il cognome e crebbe la figlia come sua.

## Filmografia

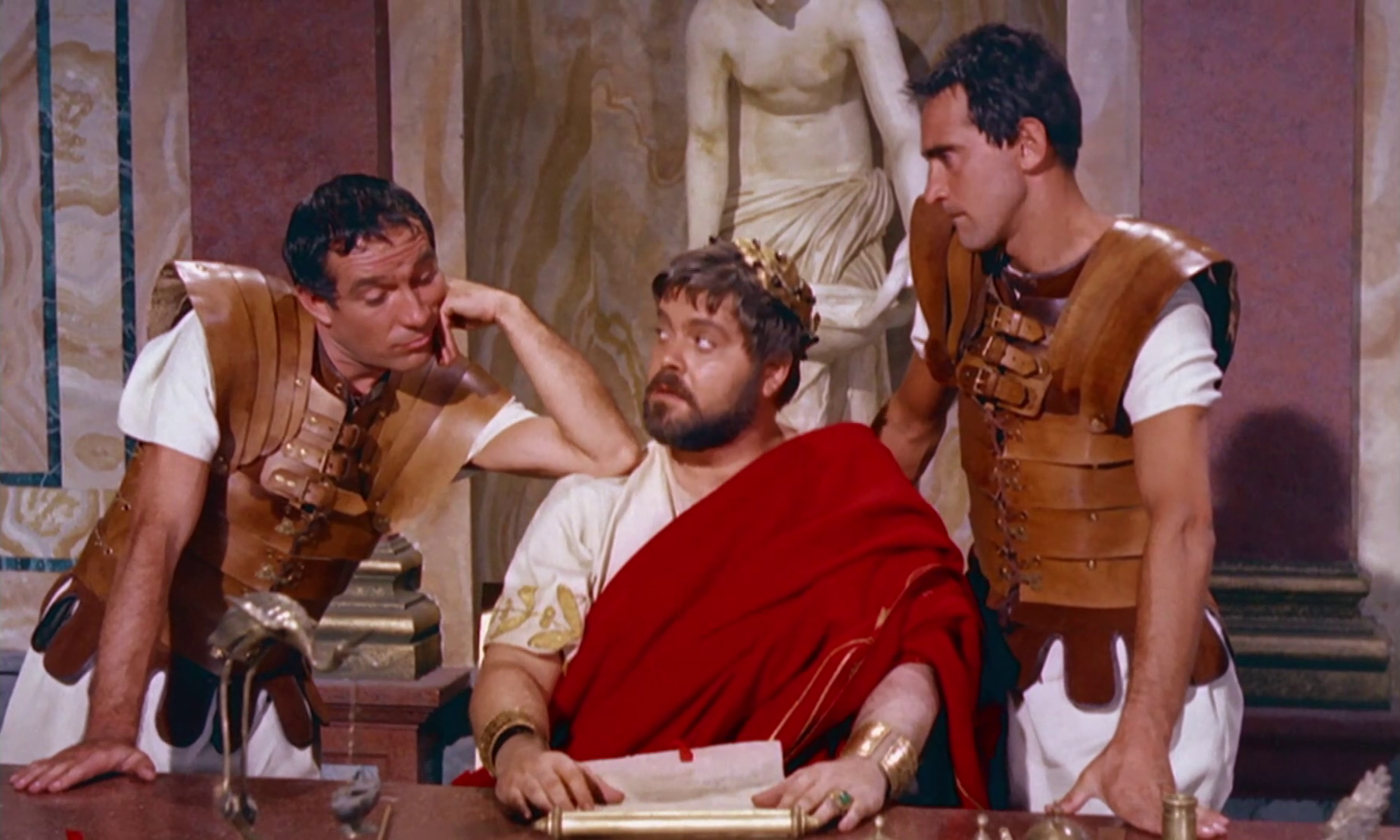
Buazzelli tra Ugo Tognazzi e Walter Chiari ne I baccanali di Tiberio (1960)

- Il cavaliere misterioso, regia di Riccardo Freda (1948)
- Vivere a sbafo, regia di Giorgio Ferroni (1949)
- La fiamma che non si spegne, regia di Vittorio Cottafavi (1949)
- I fuorilegge, regia di Aldo Vergano (1950)
- Margherita da Cortona, regia di Mario Bonnard (1950)
- Guarany, regia di Riccardo Freda (1950)
- Le sei mogli di Barbablù, regia di Carlo Ludovico Bragaglia (1950)
- La strada finisce sul fiume, regia di Luigi Capuano (1950)
- Il conte di Sant'Elmo, regia di Guido Brignone (1950)
- Contro la legge, regia di Flavio Calzavara (1950)
- Tototarzan, regia di Mario Mattoli (1950)
- La bisarca, regia di Giorgio Simonelli (1950)
- La folla, regia di Silvio Laurenti Rosa (1951)
- I morti non pagano tasse, regia di Sergio Grieco (1952)
- Il bandolero stanco, regia di Fernando Cerchio (1952)
- Capitan Fantasma, regia di Primo Zeglio (1953)
- Il nemico pubblico n. 1 (L'ennemi public nº 1), regia di Henri Verneuil (1953)
- Donne proibite, regia di Bruno Paolinelli (1953)
- Carosello napoletano, regia di Ettore Giannini (1954)
- Il cardinale Lambertini, regia di Giorgio Pàstina (1954)
- Il conte Aquila, regia di Guido Salvini (1955)
- Totò all'inferno, regia di Camillo Mastrocinque (1955)
- I baccanali di Tiberio, regia di Giorgio Simonelli (1960)
- Il corazziere, regia di Camillo Mastrocinque (1960)
- Fantasmi a Roma, regia di Antonio Pietrangeli (1961)
- Vino, whisky e acqua salata, regia di Mario Amendola (1963)
- La manina di Fatma, episodio di I cuori infranti, regia di Vittorio Caprioli (1963)
- Chi lavora è perduto (In capo al mondo), regia di Tinto Brass (1963)
- Il vittimista, episodio di Thrilling, regia di Ettore Scola (1965)
- Una vergine per il principe, regia di Pasquale Festa Campanile (1965)
- Caccia alla volpe, regia di Vittorio De Sica (1966)
- Il diavolo nel cervello, regia di Sergio Sollima (1972)
- Il balordo, regia di Pino Passalacqua (1978)

## Doppiatori italiani
- Gaetano Verna in Il cavaliere misterioso
- Mario Besesti in Le sei mogli di Barbablù
- Carlo Romano in I baccanali di Tiberio
- Giuseppe Rinaldi in Fantasmi a Roma
- Tinto Brass in Chi lavora è perduto (In capo al mondo)

## Teatro
- La famiglia dell'antiquario di Carlo Goldoni, regia di Alfredo Zennaro, Teatro Quirino di Roma, 17 aprile 1946.
- Il ventaglio di Carlo Goldoni, regia di Alfredo Zennaro, Teatro Quirino di Roma, 15 aprile 1947.
- Quelli di Stralsund di Fritz Stavenhagen, regia di Ettore Gaipa, Teatro Valle di Roma, 19 giugno 1947.
- L'uomo e il fucile di Sergio Sollima, regia di Luigi Squarzina, Teatro Vinohrady di Praga (1947)
- La fiera delle maschere di Vito Pandolfi, 22 agosto 1947.
- Erano tutti miei figli di Arthur Miller, regia di Luigi Squarzina, Teatro Quirino di Roma, 4 novembre 1947.
- N.N. di Leopoldo Trieste, regia di Gerardo Guerrieri, Piccolo Teatro di Milano, 28 maggio 1948.
- Don Giovanni o Il convitato di pietra di Molière, regia di Orazio Costa, Piccolo Teatro della città di Roma (1949)
- Lorenzaccio di Alfred de Musset, regia di Luigi Squarzina, Teatro Valle di Roma (1954)
- Il crogiuolo di Arthur Miller, regia di Luchino Visconti, Teatro Quirino di Roma, 15 novembre 1955.
- La casa dei Rosmer di Henrik Ibsen, con Raoul Grassilli, Alida Valli, regia di Giancarlo Zagni prima al Teatro Biondo di Palermo, 7 gennaio 1956.
- Vita di Galileo di Bertolt Brecht, regia di Giorgio Strehler, Piccolo Teatro di Milano, 22 aprile 1963.
- Arriva l'uomo del ghiaccio di Eugene O'Neill, regia di Luigi Squarzina, Teatro Stabile di Genova, 21 dicembre 1965.
- Edipo a Colono di Sofocle, regia di Edmo Fenoglio, Giardini di Palazzo Reale, Torino, 26 luglio 1966.
- Macbeth di William Shakespeare, regia di Tino Buazzelli, Teatro San Babila di Milano, 5 ottobre 1966.
- Morte di un commesso viaggiatore di Arthur Miller, regia di Edmo Fenoglio, Teatro Regio di Parma, 9 novembre 1967.
- Il signor Puntila e il suo servo Matti di Bertolt Brecht, regia di Aldo Trionfo, 29 novembre 1970
- La seconda parte della storia di re Enrico IV con le piacevoli facezie di John Falstaff di William Shakespeare, regia di Tino Buazzelli, Teatro Romano di Verona, 25 giugno 1970.
- La rigenerazione di Italo Svevo, regia di Enzo Frigerio, 13 dicembre 1973.
- Le allegre comari di Windsor di William Shakespeare, regia di Orazio Costa, Teatro Romano di Verona, 30 luglio 1976.

## Radio

### Prosa radiofonica Rai
- Edipo re di Sofocle, regia di Orazio Costa, trasmessa il 2 febbraio 1950.
- I masnadieri di Federico Schiller, regia di Anton Giulio Majano, trasmessa il 15 febbraio 1950.
- Giovanna D'Arco di Charles Péguy, regia di Anton Giulio Majano, trasmessa il 15 maggio 1950.
- Sei personaggi in cerca di autore, commedia di Luigi Pirandello, regia di Orazio Costa, trasmessa il 4 gennaio 1951.
- Displaced persons di Vito Blasi, regia di Franco Rossi, trasmessa nel 1951.
- Le case del vedovo di George Bernard Shaw, regia di Orazio Costa, trasmessa il 22 aprile 1951.
- L'ora del delitto, giallo radiofonico di Tito Guerrini, regia di Pietro Masserano Taricco, trasmesso il 1 agosto 1951.
- Un tale che passa di Gherardo Gherardi, regia di Sergio Tofano, trasmessa il 1 aprile 1952.
- La scorzetta di limone di Gino Rocca, regia di Anton Giulio Majano, trasmessa il 27 luglio 1952.
- Incontro alla locanda, commedia di Anna Bonacci, regia di Umberto Benedetto, trasmessa il 23 giugno 1955.
- La moglie dell'altro e il marito sotto il letto di Feodor Dostoevskij, regia di Nino Meloni (1957)
- Il vento notturno, dramma di Ugo Betti, regia di Tino Buazzelli, trasmesso il 7 ottobre 1958
- Il tacchino dalle gambe di legno di Ugo Liberatore, regia di Mario Ferrero, trasmessa nel 1959.
- Pronto, chi spara? di Carlo Manzoni, regia di Nino Meloni (1960)
- Un modo nuovo per pagare i vecchi debiti, commedia di Philip Massinger, regia di Giorgio Bandini, trasmessa il 26 febbraio 1961.
- Il calapranzi di Harold Pinter, regia di Giorgio Bandini, trasmessa il 23 febbraio 1962.
- La volpe e l'uva di Guilherme Figueiredo, regia di Ruggero Jacobbi, trasmessa il 2 maggio 1963.
- Il gioco delle parti di Luigi Pirandello, regia di Flaminio Bollini, trasmessa il 18 giugno 1963.
- Herr Biedermannì, radiodramma di Max Frisch, regia di Vittorio Sermonti, trasmesso il 11 agosto 1963.
- Corso di lingue di Herrman Mert, regia di Giandomenico Giagni (1966)
- La rigenerazione di Italo Svevo, regia di Edmo Fenoglio, trasmessa il 24 maggio 1975.

## Televisione
- Gli spettri di Henrik Ibsen, regia di Mario Ferrero, trasmessa il 28 ottobre 1954.
- Alcesti di Euripide, regia di Guido Salvini, trasmessa il 18 luglio 1956.
- I giorni più felici, regia di Tino Buazzelli, trasmessa il 21 aprile 1958.
- Mercadet l'affarista, commedia di H. de Balzac, regia di Lyda C. Ripandelli, trasmessa il 31 marzo 1959.
- Charlov e le figlie, da Ivan Turgenev, regia di Giandomenico Giagni, 11 marzo 1966.
- Corruzione al palazzo di giustizia di Ugo Betti, regia di Ottavio Spadaro, trasmessa nel 1966.
- Circolo Pickwick, regia di Ugo Gregoretti, miniserie televisiva trasmessa nel 1968.
- Nero Wolfe, regia di Giuliana Berlinguer, serie televisiva trasmessa tra il 1969 e il 1971
- La bottega del caffè di Carlo Goldoni, regia di Edmo Fenoglio, trasmessa nel 1973.

Tino Buazzelli partecipò inoltre a numerose serie della rubrica pubblicitaria televisiva Carosello su Rai Uno:
- nel 1959, insieme a Marina Lori ed Elsa Vazzoler pubblicizzò le lane e coperte della Lanerossi;
- nel 1962 la carne in scatola Simmenthal;
- dal 1965 al 1971 l'aperitivo Aperol della Barbieri (nel 1968 con Ciccio Barbi ed Elio Crovetto e nel 1971 con Isabelle Marchal e Leo Gavero).

## Libri
- Il gigante, Malipiero Editore, 1979.

## Altro

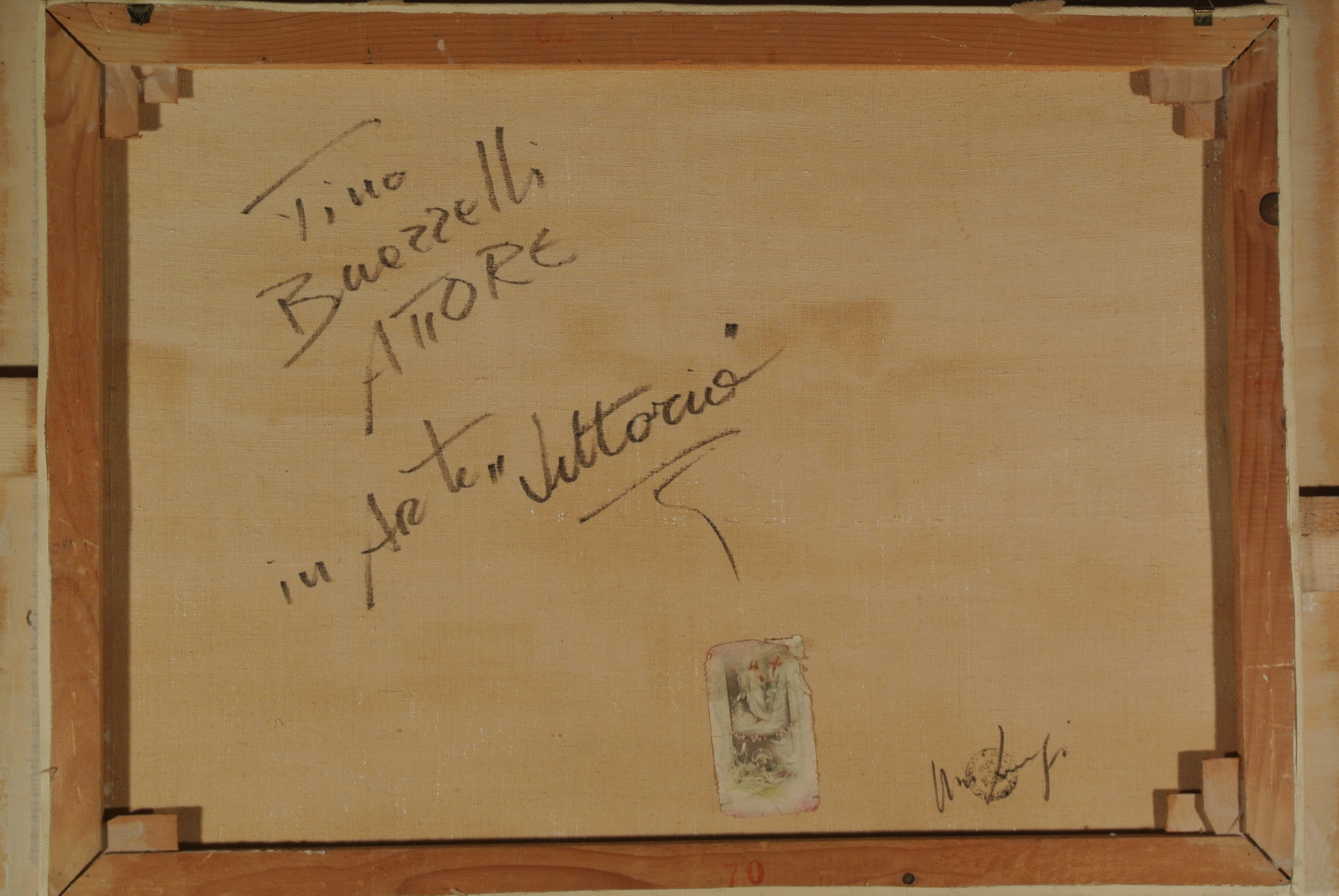
Dipinto firmato da Buazzelli; retro

- Negli anni '60 si dedicò alla pittura producendo un buon numero di interessanti opere, principalmente olio su tela, usava firmarsi con lo pseudonimo: Vittorio, sul retro delle tele usava scrivere di pugno: Tino Buazzelli ATTORE in Arte Vittorio.
- Ricorda Paolo Ferrari (in un'intervista a "Il Resto del Carlino" del 1º giugno 2014) che Buazzelli "era un ciociaro vero. Quando (...) la regia (...) mandava la registrazione per controllare come era venuta una scena, Buazzelli (...) si girava verso di noi e si congratulava da solo per la propria bravura. Agitava la mano nell'aria e borbottava: aho', embè...".

## Riconoscimenti
- Premio San Genesio 1959 come migliore attore teatrale dell'anno per Mercadet di Honoré de Balzac.
- Maschera d'Argento 1963, premio della critica rivolto agli attori teatrali.
- Premio IDI 1974 per l'interpretazione in La rigenerazione di Italo Svevo.

## Discografia parziale
Album
- Dante - Inferno (Sansoni Accademia Editori, SLI 03, LP) con Tino Carraro, Giorgio Albertazzi, Ottavio Fanfani, Davide Montemurri
- Pascarella - La scoperta dell'America (La voce del padrone) raccolta revital